# Cercopithecus
Cercopithecus (česky kočkodan, toto jméno je však užíváno pro větší množství různých rodů) je rod úzkonosé opice z čeledi kočkodanovití (Cercopithecidae), jehož zástupci se vyskytují v tropických lesích subsaharské Afriky.

## Systematika a evoluce
Za taxonomickou autoritu rodu Cercopithecus je považován Carl Linné, jenž tento taxon vytyčil již roku 1758. Systematika rodu Cercopithecus je problematická a nestálá, a to na základě jejich komplikované evoluční historie. V rámci vnitřního systému patří tento rod do tribu Cercopithecini, jenž zahrnuje větší množství různých kočkodanovitých opic. Vyjma „pralesních kočkodanů“ rodu Carcopithecus jde o kočkodany rodů Miopithecus a Allenopithecus (nejspíš bazální), dále „stepní kočkodany“ rodu Erythrocebus a „lesostepní kočkodany“ rodu Chlorocebus. Molekulárně-fylogenetické studie nicméně naznačují, že rod Cercopithecus je v rámci tohoto systému parafyletický, protože některé jeho druhy se jeví být příbuznější určitým výše uvedeným rodům spíše než ostatním zástupcům rodu Cercopithecus. Zvláště trojice druhů lhoesti + preussi + solatus, tradičně klasifikována v rámci rodu Cercopithecus, tak tvoří spíše samostatný rod Allochrocebus, blíže spřízěný s kočkodany Erythrocebus sp. a Chlorocebus sp.
Následující systém vychází z , je doplněn o popis lesuly (C. lomamiensis) z roku 2012 a taxonomické poznámky, zohledňující mj. novější taxonomické poznatky. Systém naopak nezohledňuje taxonomii v rámci zde uvedených druhů, tj. členění na poddruhy aj.

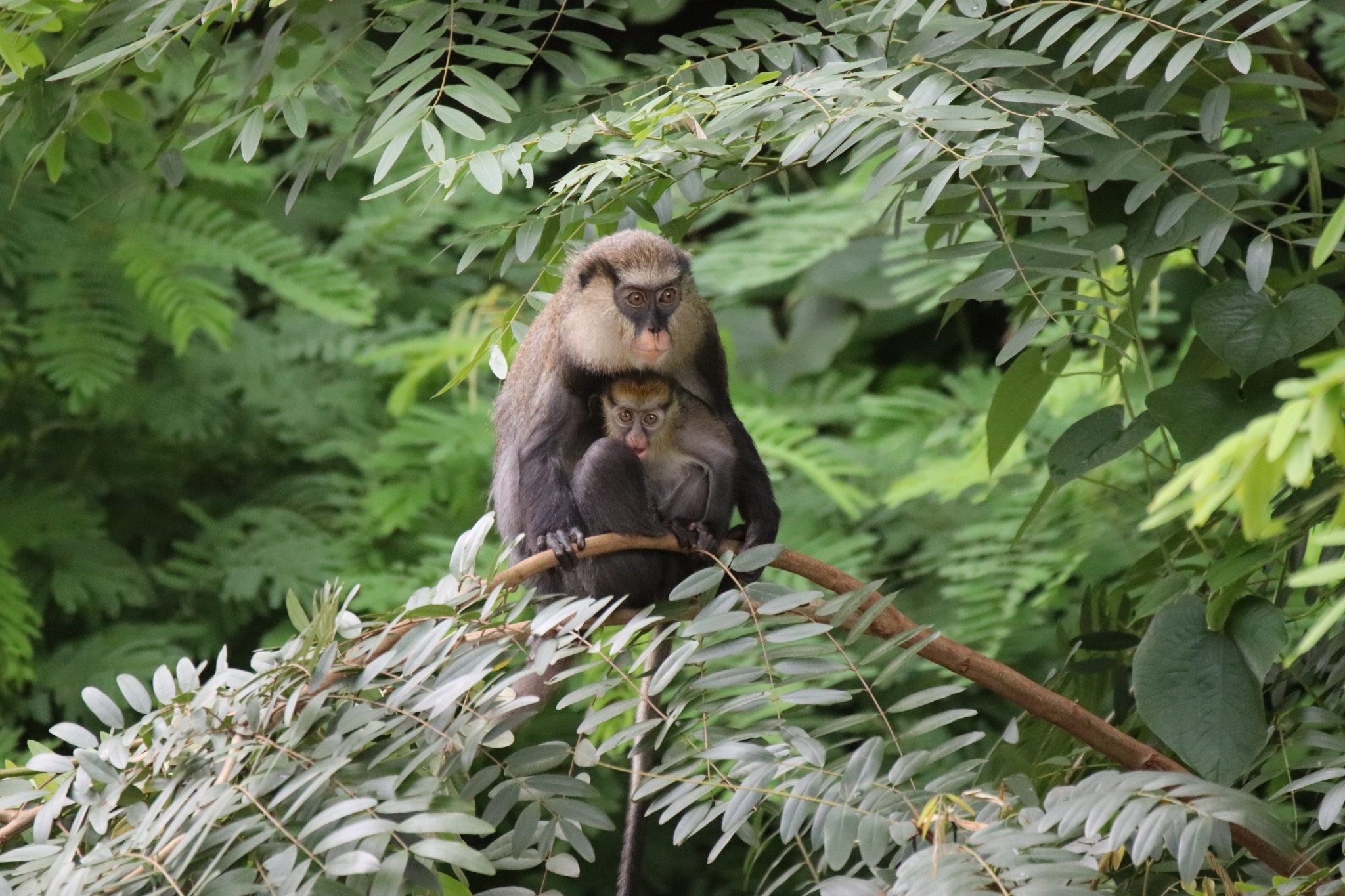
Kočkodan Campbellův

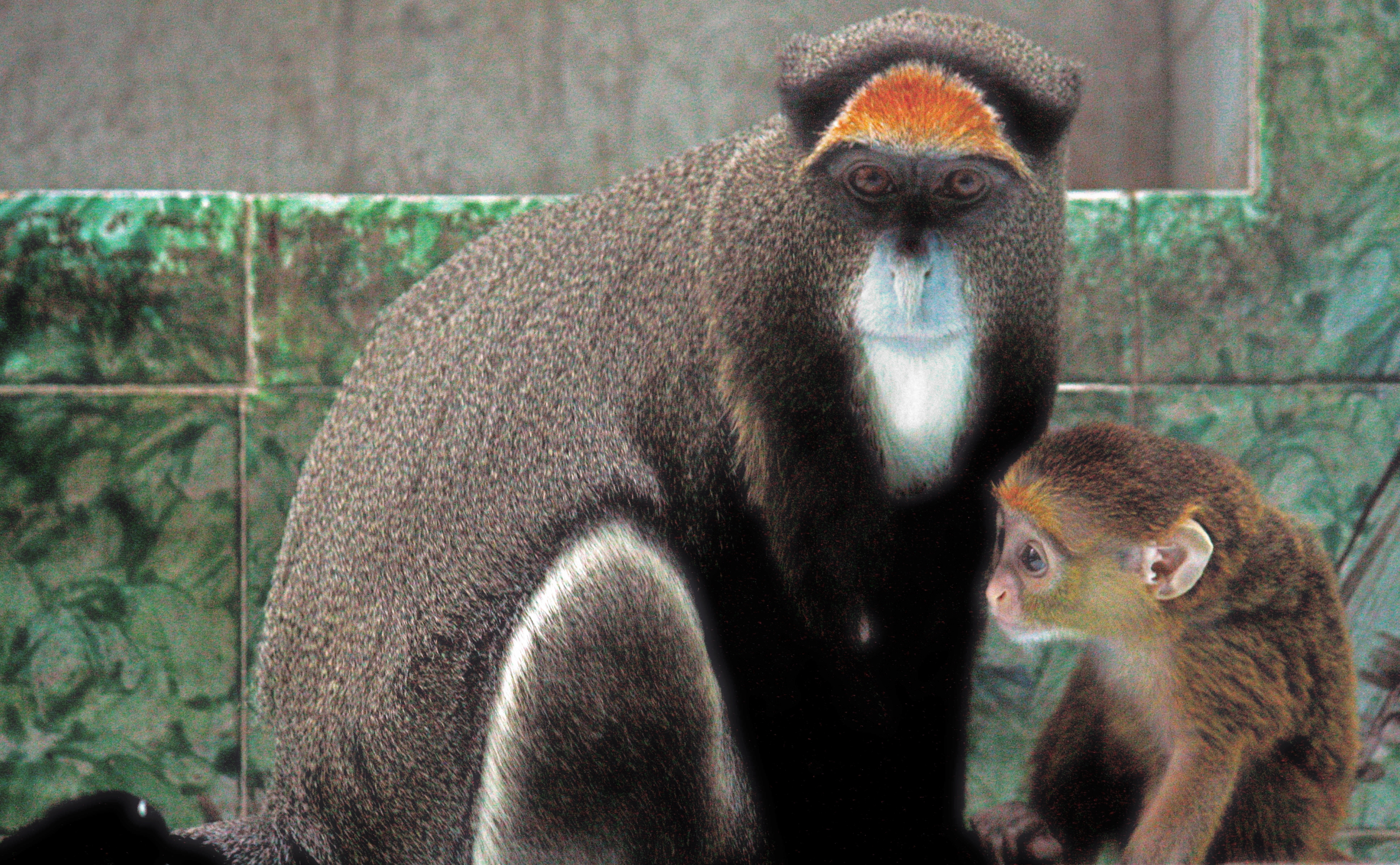
Kočkodan Brazzův

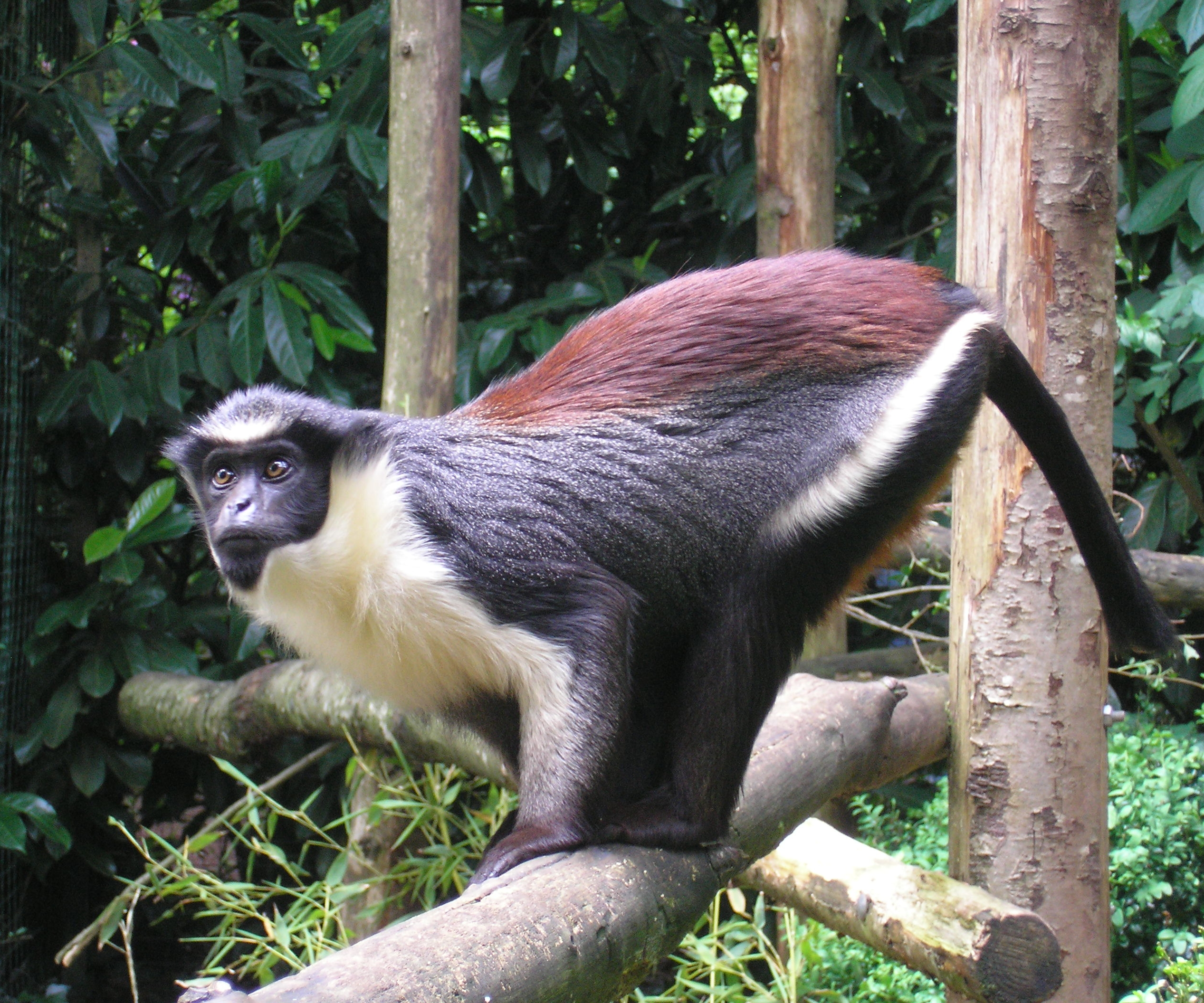
Kočkodan Dianin

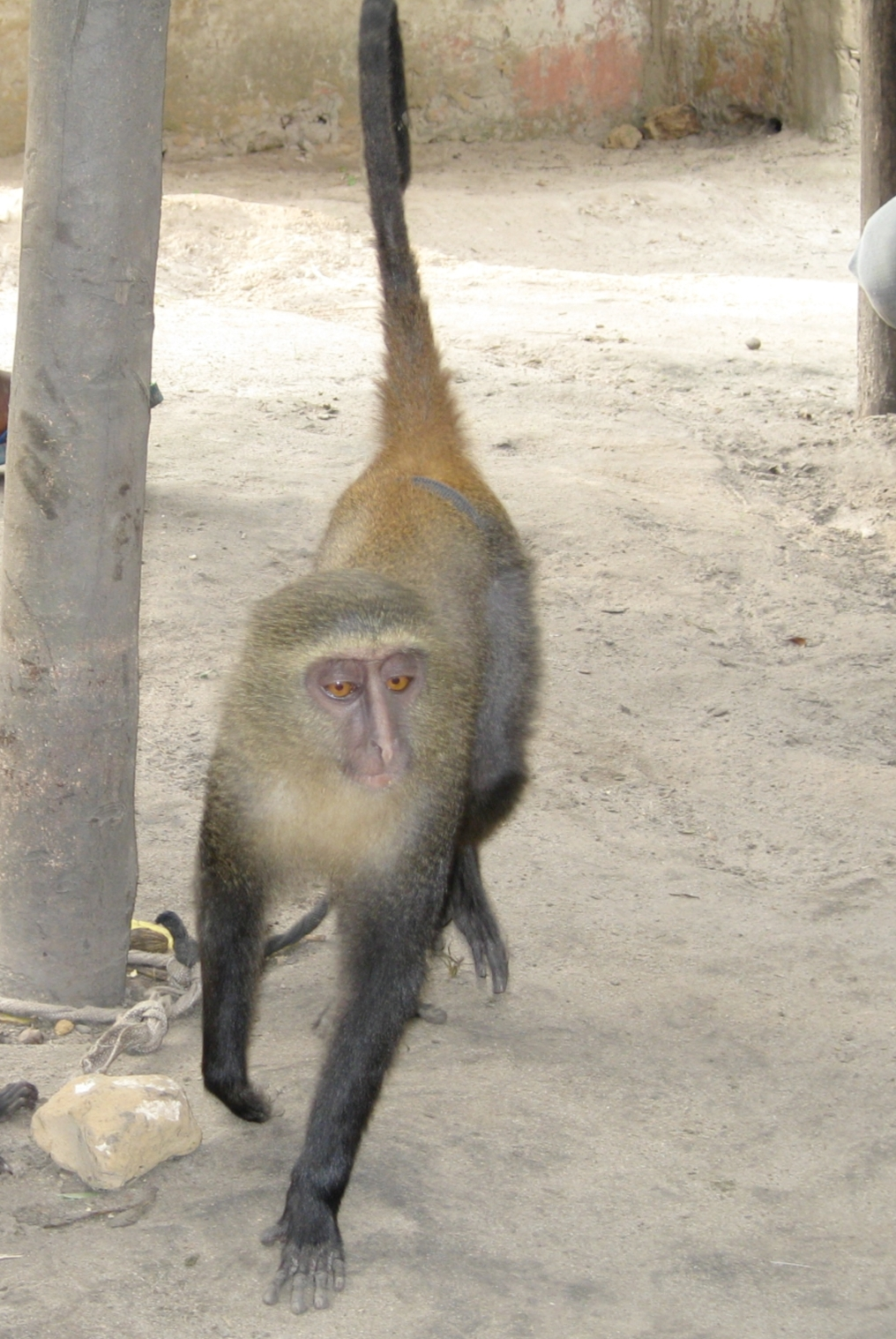
Lesula

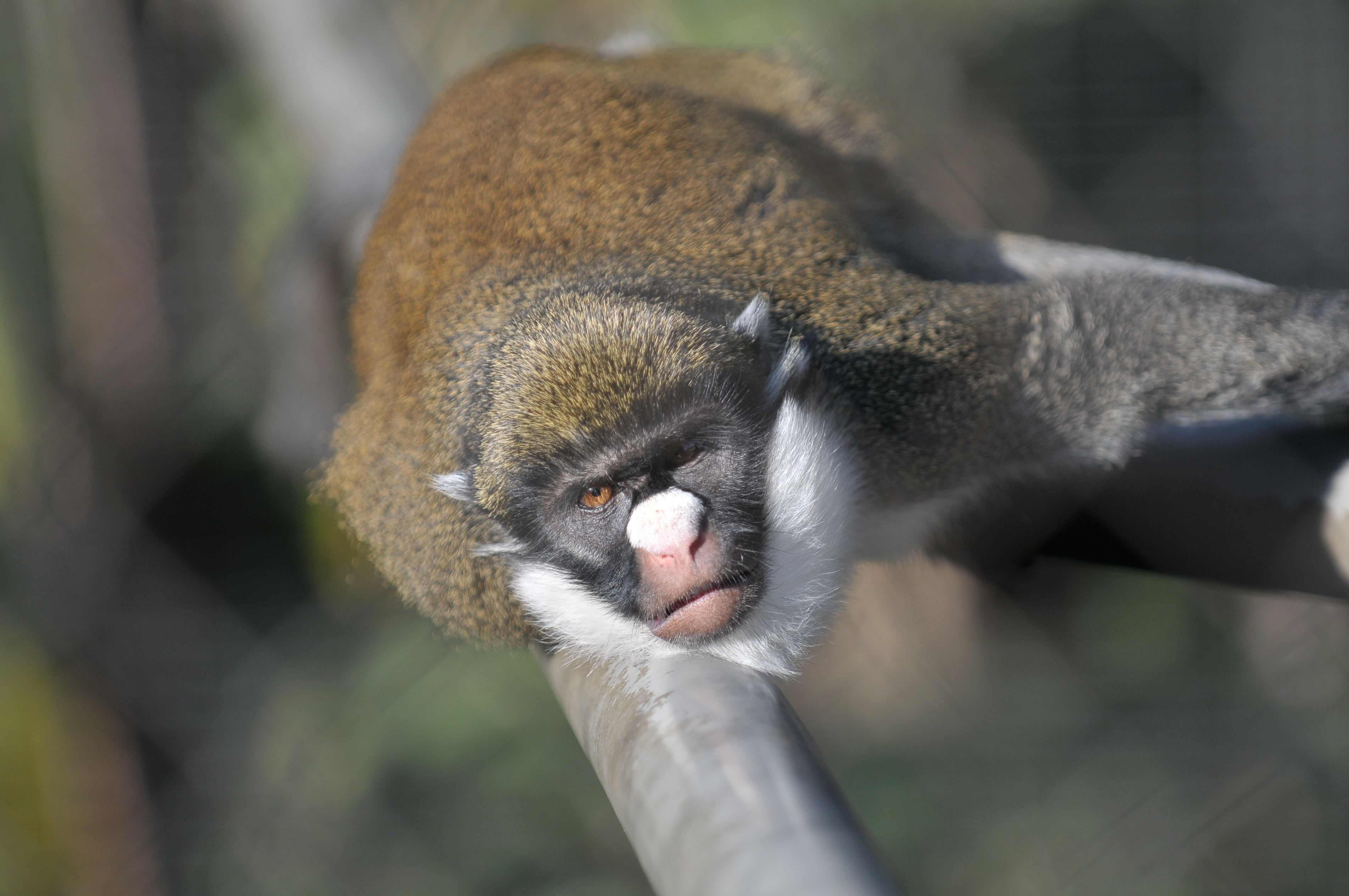
Kočkodan světlobřichý

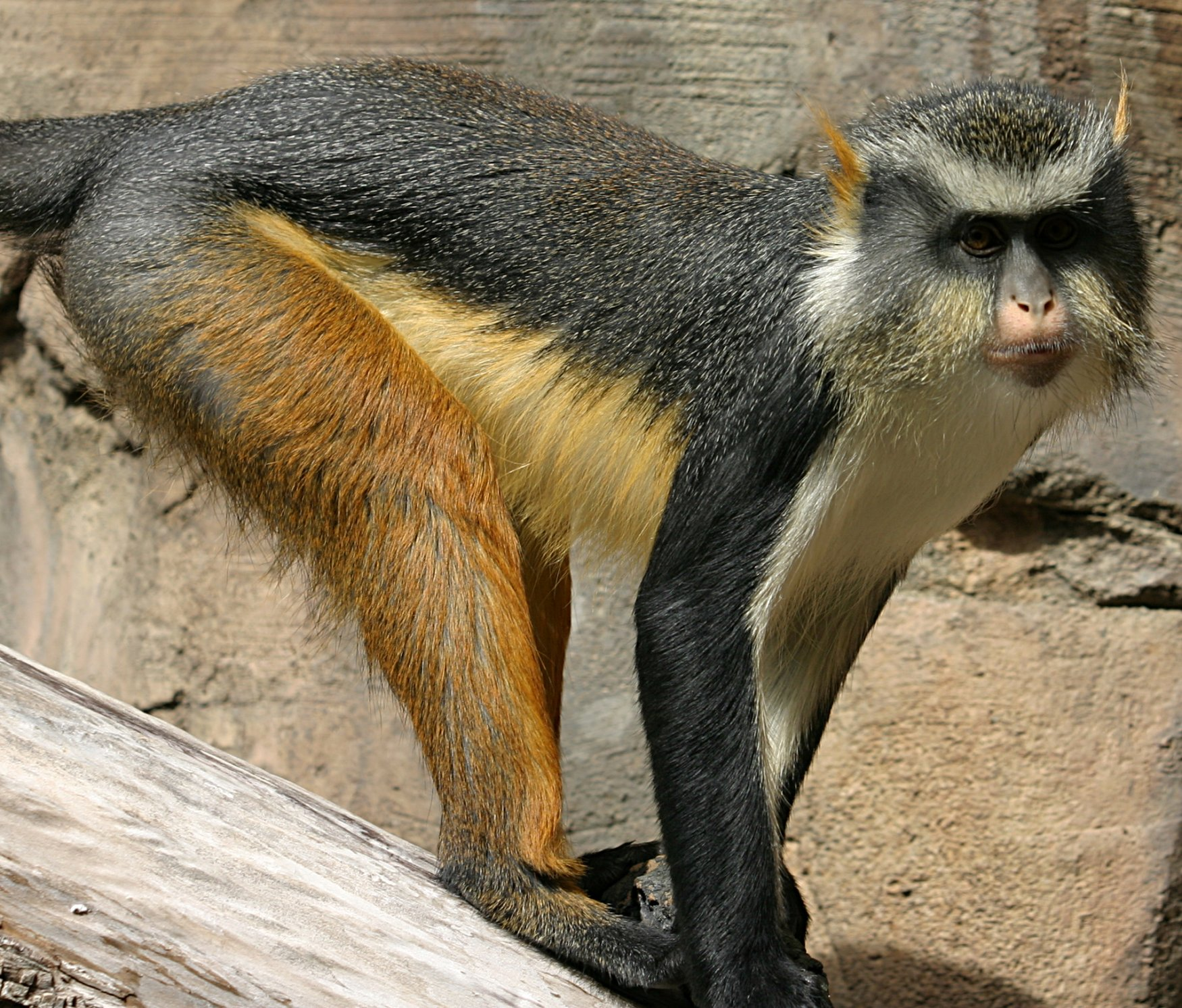
Kočkodan Wolfův

- druh Cercopithecus albogularis Sykes, 1831 – kočkodan bělohrdlý
pokládán spíše za poddruh C. mitis[8]
- druh Cercopithecus ascanius (Audebert, 1799) – kočkodan černolící
součást druhové skupiny Cephus[4]
- druh Cercopithecus campbelli Waterhouse, 1838 – kočkodan Campbellův
součást druhové skupiny Mona[4]
- druh Cercopithecus cephus (Linnaeus, 1758) – kočkodan muido
součást druhové skupiny Cephus[4]
- druh Cercopithecus denti Thomas, 1907 – kočkodan Dentův
součást druhové skupiny Mona[4]
- druh Cercopithecus diana (Linnaeus, 1758) – kočkodan Dianin
součást druhové skupiny Diana[4]
- druh Cercopithecus doggetti Pocock, 1907 – kočkodan stříbřitý
pokládán spíše za poddruh C. mitis[9]
- druh Cercopithecus dryas Schwartz, 1932 – kočkodan dryas
špatně známý druh, nyní řazen spíše do rodu Chlorocebus (a v rámci tohoto druhu pak synonymizována kontroverzní forma Cercopithecus salongo Thys van den Audenaerde, 1977),[10] jinak řazen v rámci samostatné druhové skupiny Dryas[4]
- druh Cercopithecus erythrogaster Gray, 1866 – kočkodan červenobřichý
součást druhové skupiny Cephus[4]
- druh Cercopithecus erythrotis Waterhouse, 1838 – kočkodan červenonosý
součást druhové skupiny Cephus[4]
- druh Cercopithecus hamlyni Pocock, 1907 – kočkodan Hamlynův
součást druhové skupiny Hamlyni[4]
- druh Cercopithecus kandti Matschie, 1905 – kočkodan zlatý
pokládán spíše za poddruh C. mitis[11]
- druh Cercopithecus lhoesti P. Sclater, 1899 – kočkodan čepičatý
považován spíše za zástupce samostatného rodu Allochrocebus[12]
- druh Cercopithecus lomamiensis Hart et al., 2012
součást druhové skupiny Hamlyni[4]
- druh Cercopithecus lowei Thomas, 1923 – kočkodan Loweův
součást druhové skupiny Mona[4]
- druh Cercopithecus mitis Wolf, 1822 – kočkodan diadémový
součást druhové skupiny Nictitans[4]
- druh Cercopithecus mona (Schreber, 1774) – kočkodan mona
součást druhové skupiny Mona[4]
- druh Cercopithecus neglectus Schlegel, 1876 – kočkodan Brazzův
součást druhové skupiny Neglectus[4]
- druh Cercopithecus nictitans (Linnaeus, 1766) – kočkodan bělonosý
součást druhové skupiny Nictitans[4]
- druh Cercopithecus petaurista (Schreber, 1774) – kočkodan světlobřichý
součást druhové skupiny Cephus[4]
- druh Cercopithecus pogonias Bennett, 1833 – kočkodan pruhohřbetý
součást druhové skupiny Mona[4]
- druh Cercopithecus preussi Matschie, 1898 – kočkodan Preussův
považován spíše za zástupce samostatného rodu Allochrocebus[13]
- druh Cercopithecus roloway Schreber, 1774 – kočkodan Rolowayův
součást druhové skupiny Diana[4]
- druh Cercopithecus sclateri Pocock, 1904 – kočkodan Sclaterův
součást druhové skupiny Cephus[4]
- druh Cercopithecus solatus M. J. S. Harrison, 1988 – kočkodan sluneční
považován spíše za zástupce samostatného rodu Allochrocebus[14]
- druh Cercopithecus wolfi A. Meyer, 1891 – kočkodan Wolfův
součást druhové skupiny Mona[4]

Evoluční historie tohoto rodu je však značně problematická a molekulárně-fylogenetické rekonstrukce jejího hypotetického průběhu komplikuje několik skutečností. Zaprvé, společný předek rodu Cercopithecus vykazoval zřejmě značný polymorfismus různých genetických elementů, přičemž jejich konkrétní varianty se u některých linií fixovaly, zatímco u jiných byly ztraceny. Zadruhé, kočkodani rodu Cercopithecus ve volné přírodě velmi ochotně hybridizují, v extrémních případech i napříč různými rody. Někteří dle vzhledu snadno identifikovatelní zástupci určitého taxonu tak mohou ve skutečnosti vycházet z hybridních předků, což představuje kruciální problém pro fylogenetické rekonstrukce. Hybridizace se objevuje i navzdory výrazné karyotypové rozmanitosti; počet chromozomů se pohybuje od 58 u kočkodana Dianina až po 72 u kočkodanů diadémového a bělonosého; a popsána byla dokonce vnitrodruhová variabilita v rámci karyotypu.
Samotný původ kočkodanů rodu Cercopithecus zřejmě sahá do svrchního miocénu a pliocénu, za ohnisko této evoluční radiace jsou pokládány středoafrické a západoafrické rovníkové tropické lesy. Masivní speciace zřejmě nastala důsledkem fragmentací lesních stanovišť v období sušších period během klimatických výkyvů a na izolaci populací mohla mít vliv i řeka Kongo. Relativně rychlé tempo evoluce je samo o sobě další překážkou ztěžující rekonstrukci fylogeneze.

## Charakteristika

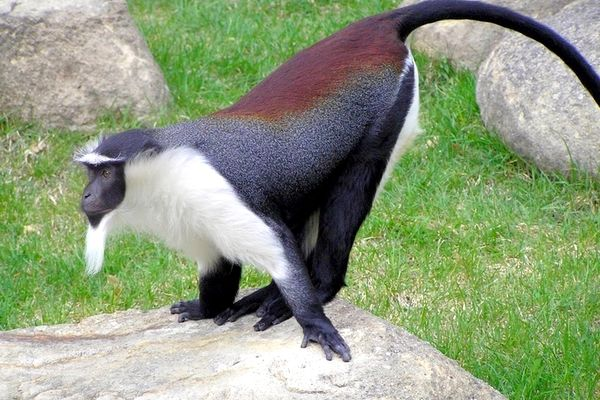
Kočkodan Rolowayův, jeden z největších zástupců rodu

Kočkodani rodu Cercopithecus představují značně proměnlivé opice co do zbarvení a obecného vzhledu srsti, nicméně velikost a tělesné proporce zůstávají u všech druhů vesměs jednotné stavby. Většina těchto kočkodanů dosahuje průměrné hmotnosti 4–5 kg, ačkoli zvláště hmotnost mohutných samců některých druhů může sahat k 8 či 9 kg. Pohlavní dimorfismus demonstrují rovněž výraznější špičáky samčího pohlaví. Trup je štíhlé stavby a ocas dosahuje značné délky, u žádného zástupce přičemž není redukován ani zkrácen. Dlouhé jsou rovněž zadní končetiny, jež svou délkou přesahují končetiny přední. Lebka není nijak mohutná, ve srovnání s většími kočkodany se také relativně zkracuje čenich. Morfologie lebky a zubů zůstává napříč druhy poměrně uniformní. Špičáky bývají dlouhé a štíhlé, s již zmíněným pohlavním dimorfismem. Třenové zuby jsou relativně úzké, stejně jako stoličky, přičemž třetí stolička zůstává vždy nejmenší.

## Ekologie a etologie

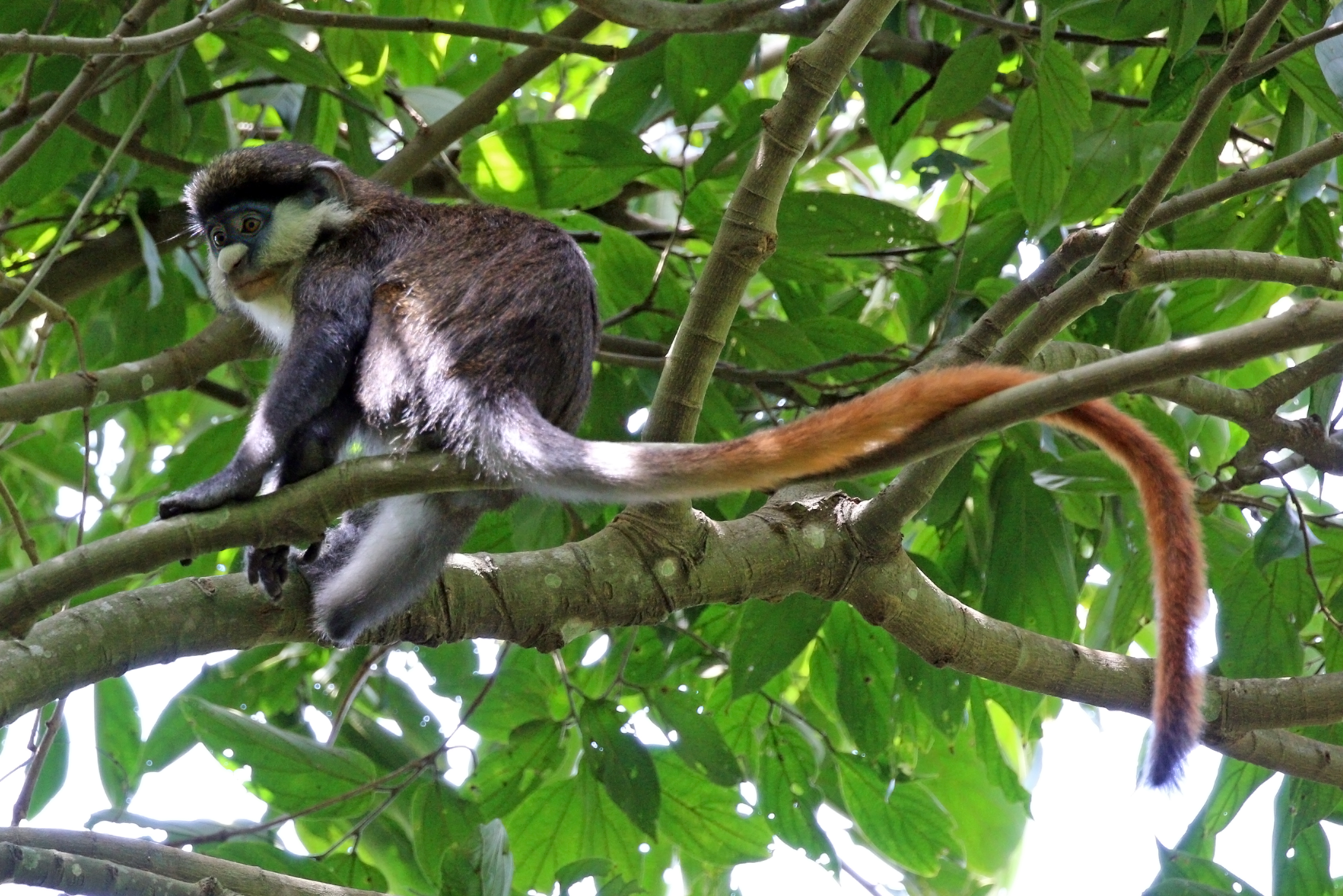
Kočkodan černolící ve svém přírozeném prostředí

Kočkodani rodu Cercopithecus představují obyvatele lesních komplexů subsaharské Afriky, v závislosti na druhu žijí v různých stromových patrech, někteří se příležitostně zdržují i na zemi – příkladem je kočkodan muido. Typická je pro ně kvadrupední chůze, někteří z nich mohou být relativně dobrými skokany, ačkoli tento um se u nich z obecného pohledu příliš dobře nerozvinul. Potravu těchto opic tvoří především plody a hmyz, přičemž představují důležité rozptylovače semen ve svých ekosystémech. Určitý podíl potravy tvoří i listy. Poměrné složení jídelníčku může mezi jednotlivými druhy variovat a zvláště větší a mohutnější opice požírají větší množství listů ve srovnání s menšími formami.
Sociální jednotku tvoří skupina, již tvotí jediný samec a k němu přidružené samice. Samice jsou filopatrické, tedy věrné své skupině, a ve srovnání s mnoha jinými druhy primátů se také aktivně podílejí na obraně teritoria. Samci mohou ze skupiny migrovat, anebo žít odděleně: zvláště pro období rozmnožování je typický příchod samců z jiných tlup (hlášena však byla také infanticida). Období porodů se kryje s dobou největší hojnosti potravy. Pro kočkodany rodu Cercopithecus je typická rovněž tvorba agregací s jinými opicemi, jež má zřejmě za důsledek efektivnější využívání potravních zdrojů a také obranu proti predátorům. Právě u kočkodanů rodu Cercopithecus bylo popsáno propracované antipredační chování, v rámci něhož si opice udržují repertoár různých poplašných signálů varujících před různými typy predátorů, jako jsou šelmy, draví ptáci či hadi; experimenty s nahrávkami zároveň potvrdily i reakci na poplašná volání jiných druhů opic.